# NGC 4259
NGC 4259 је лентикуларна галаксија у сазвежђу Девица која се налази на NGC листи објеката дубоког неба.
Деклинација објекта је + 5° 22' 37" а ректасцензија 12h 19m 22,1s. Привидна величина (магнитуда) објекта NGC 4259 износи 13,3 а фотографска магнитуда 14,3. NGC 4259 је још познат и под ознакама UGC 7359, MCG 1-31-51, CGCG 42-12, ARAK 356, VCC 342, NPM1G +05.0335, PGC 39657.